# Limnophora nigrilineata
Limnophora nigrilineata är en tvåvingeart som beskrevs av Xue 1984. Limnophora nigrilineata ingår i släktet Limnophora och familjen husflugor. Inga underarter finns listade i Catalogue of Life.